# Andreas Möller
Andreas Möller (nascut el 2 de setembre del 1967 a Frankfurt del Main, Alemanya) és un exfutbolista que jugava a la posició de centrecampista ofensiu. Va guanyar la Copa del Món del 1990 i l'Eurocopa del 1996 amb Alemanya.
Va guanyar la Copa de la UEFA amb la Juventus de Torí el 1993, i la Lliga de Campions amb el Borussia Dortmund el 1997.
Al juny del 2007 va iniciar la seva carrera com a entrenador al Viktoria Aschaffenburg, de la quarta divisió alemanya.
El 2008 va ser designat director tècnic del Kickers Offenbach alemany.

## Palmarès

### Borussia Dortmund
- Bundesliga: 1995, 1996
- DFB Pokal: 1989
- DFB-Supercup: 1995, 1996
- Lliga de Campions: 1997
- Copa Intercontinental: 1997

### Juventus de Torí
- Copa de la UEFA: 1993

### Schalke 04
- DFB Pokal: 2001, 2002

### Selecció alemanya
- Copa del Món: 1990
- Campionat d'Europa: 1996